# Vode (priimek)
Vode je priimek več znanih Slovencev:
- Angela Vode (1892—1985), učiteljica, defektologinja, publicistka, politična aktivistka, politična zapornica
- Anton Vode (1904—1978), salezijanec v Italiji, šolnik
- Majda Travnik Vode, literarna kritičarka
- Peter Vode, pevec